# Upplands runinskrifter 1155
Upplands runinskrifter 1155 är en vikingatida runsten av granit i Hjälteberga, Simtuna socken och Enköpings kommun. 
Runstenen är 1,40 meter hög och 1,2 m bred. Runhöjden är 7-8 centimeter. Stenen är inte signerad men det är mycket sannolikt runristaren Erik som utfört ristningen.

## Inskriften
Translitterering av runraden:
hurulfr + auk + bahrtr + raistu + stain + aftir + raskulf + kuþ hilbi + ant + hans
Normalisering till runsvenska:
Hrolfʀ ok Biartr(?) ræistu stæin æftiʀ ʀaskulf. Guð hialpi and hans.
Översättning till nusvenska:
Rolf och bahrtr reste stenen efter Raskulv. Gud hjälpe hans ande.
Ristaren är samma som ristade U 1156, troligtvis Erik. Namnet Raskulv är sällsynt, men känd från medeltiden. Namnet bahrtr är obegripligt, men det är inte omöjligt att ristaren syftade på Bjartr ’ljus’, som på U 676 stavas som bartr. Männen som omnämns på U 1155 är troligtvis bröder.